# Pandorum

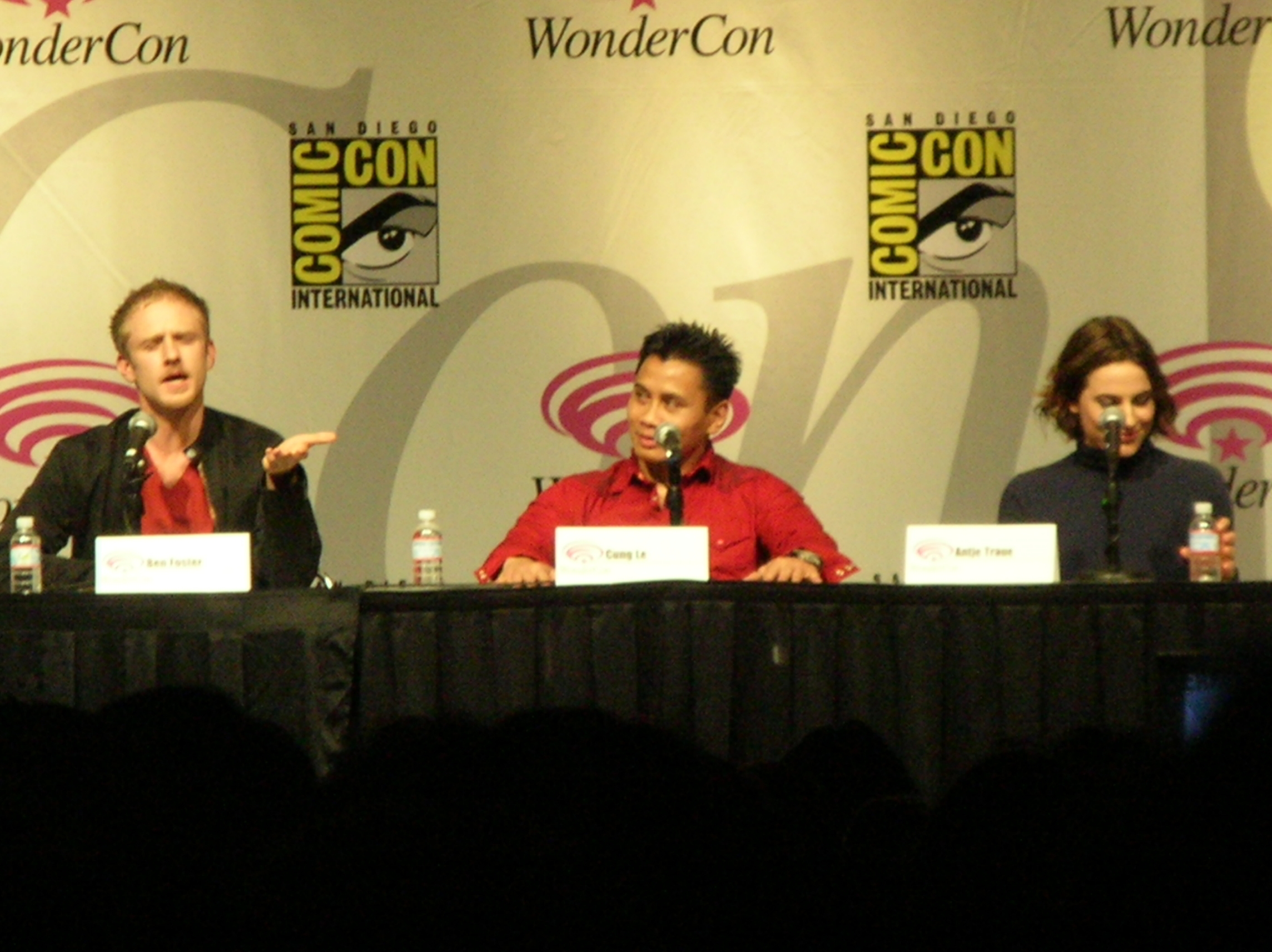
Ben Foster, Cung Le și Antje Traue discutând despre filmul Pandorum la WonderCon 2009.

Pandorum este un film horror științifico-fantastic scris de către Travis Milloy și regizat de Christian Alvart. Actorii principali în acest film sunt Dennis Quaid și Ben Foster. Filmările au început în august 2008, în Berlin. Pandorum a fost lansat pe 25 septembrie 2009 în Statele Unite ale Americii și pe 2 octombrie 2009 în Regatul Unit.

## Acțiunea filmului
Un astronaut, caporalul Bower, se trezește din animare suspendată ca să se găsească singur, cu nici o amintire despre cine este, ce face, sau ce s-a întâmplat cu echipajul navei de hibernare care transporta 60.000 de pasageri numită Elysium. Acesta îl trezește pe locotenentul Payton (Dennis Quaid) care de asemenea suferă de amnezie. Ei se află în imposibilitatea de a accesa puntea de comandǎ a navei și nu pot comunica cu alte nave.
În timpul cercetării navei spațiale sub ghidarea radio a lui Payton, Bower vorbește cu locotenentul despre Pandorum, o condiție psihologică care rezultă în urma somnului profund din timpul călătoriilor spațiale și a somnului de lungă durată. Simptomele și efectele includ paranoia, halucinații și tendințe criminale. Payton îi povestește de o altă navă în care un singur membru din echipaj, afectat de Pandorum, a catapultat în spațiu fiecare pasager aflat în stare de hibernare al navei, omorând astfel aproximativ 5.000 de oameni.
Pe parcursul drumului Bower găsește cadavre și creaturi cu aspect umanoid, foarte ostile. Adăpostindu-se de una dintre ele, el întâmpină alți supraviețuitori ai navei, Manh (Cung Le) și Nadia (Antje Traue), parcurgând împreună drumul, pentru a ajunge la reactorul nuclear al navei . Bower îi informează pe ceilalți supraviețuitori că reactorul nu va mai funcționa dacă el nu va ajunge acolo în scurt timp ca să-l închidă și să-l repornească.
Mergând mai departe, grupul găsește un alt supraviețuitor, Leland (Eddie Rouse), care le povestește ce s-a întâmplat înainte ca ei să se trezească din hibernare. Pământul suferind de suprapopulare, a lansat nava Elysium într-o călătorie de 123 de ani către o nouă planetă asemănătoare Terrei pe nume Tanis pentru a o coloniza. Când căpitanii aflați la comanda navei află mai târziu ca Pământul este distrus dintr-un motiv necunoscut, unul dintre aceștia înnebunește.
După ce îi ucide pe ceilalți care erau la conducerea navei (doi la număr), trezește mai mulți membrii din restul echipajului pentru a-i tortura atât fizic cât și psihic. Când în final se satură de acțiunile sale, se întoarce la starea de animare suspendată lăsând restul echipajului treaz. Schimbările genetice pe care fiecare membru al misiunii le-a suferit pentru adaptarea rapidă la Tanis, s-a transformat în schimb în adaptarea lor la navă, transformându-i pe aceștia în monștrii canibali cu care Bower și ceilalți supraviețuitori s-au confruntat.
Leland după aceea îi gazează producându-le o stare de inconștiență. Odată cu reluarea cunoștinței se găsesc legați cu lanțuri de tavan în timp ce Leland este pe cale să-i omoare pentru a-i mânca.
Între timp, Payton descoperă un alt membru al echipajului, caporalul Gallo (Cam Gigandet), care îi povestește că el a făcut parte din echipajul principal (comandanții navei), cei care au primit mesajul final din partea Pământului înainte ca acesta să fie distrus. El susține că ceilalți doi lideri ai navei au început să sufere de Pandorum, el fiind obligat de împrejurări în cele din urmă să-i elimine în scopul siguranței sale.
Bower reușește să-l convingă pe Leland să-i lase să repornească reactorul navei. Grupul înaintează până jos la reactor, luptându-se cu grupurile de mutanți, Bower reușind să reprogrameze generatorul reactorului în ultimul moment.
Manh distrage atenția mutanților de la prietenii săi ocupați cu salvarea navei, dar este omorât de unul dintre aceștia. Odată cu deplasarea prin zona de depozitare a pasagerilor, Bower își recapătă complet memoria, realizând acum că Payton nu este exact cine susține că este. Payton este de fapt Gallo, care doar și-l imaginează pe celălalt Gallo ( versiunea mai tânără a sa).
Leland îl găsește pe Gallo, dar este ucis de acesta, fiind împuns în ochi cu acul fiolei unui sedativ. Bower sosește la puntea de control în timp ce Gallo deschide o fereastră pentru a vedea stelele. În acel moment ele nu apar pe cer, acolo existând doar o beznă nesfârșită.
Gallo, apoi încearcă să-l convingă pe Bower că el este cel care suferă de Pandorum. Bower îl atacă pe Gallo, simultan ducând un război cu simptomele preconizate de Pandorum. În timpul luptei dintre cei doi, se descoperă că nava a aterizat pe Tanis de 800 de ani, prăbușindu-se și scufundându-se pe fundul unei mase de apă. După 123 de ani de zburat prin spațiu, istoricul navei arată că misiunea a durat în total 923 de ani, acum fiind mai exact anul 3097. Bower cauzează o inundare a navei, Gallo și mutanții murind înecați.
Bower evadează către suprafața oceanului cu ajutorul camerei sale de hibernare, aceasta fiind propulsată de Nadia. Inundația cauzează o eroare procesorului navei care inițiază o evacuare de urgență, ejectând cei 1211 de pasageri care nu suferiseră vreo mutație și încă se aflau în stadiul de hibernare la suprafața oceanului de pe Tanis, noua casă a umanității.

## Actori
- Dennis Quaid este Locotenent Payton
- Ben Foster este Caporal Bower
- Cam Gigandet este Caporal Gallo
- Antje Traue este Nadia
- Cung Le este Manh
- Eddie Rouse este Leland
- André Hennicke este Hunter Leader
- Norman Reedus este Shepard
- Wotan Wilke Möhring este Young Bower's Father
- Niels-Bruno Schmidt este Insane Officer Eden

## Coloană sonoră
1. "All That Is Left of Us" (2:43)
2. "Pandorum" (3:58)
3. "Anti Riot" (4:17)
4. "Shape" (2:03)
5. "Hunting Party" (2:48)
6. "Kulzer Complex" (4:40)
7. "Tanis Probe Broadcast" (2:01)
8. "Scars" (2:20)
9. "Fucking Solidarity" (3:28)
10. "Gallo's Birth" (2:22)
11. "Biolab Attack" (2:25)
12. "Kanyrna" (3:22)
13. "The Stars All Look Alike" (4:32)
14. "Boom" (3:55)
15. "Reactor" (4:08)
16. "Skin on Skin" (3:21)
17. "Fight Fight Fight" (2:56)
18. "Bower's Trip" (7:51)
19. "Discovery / End Credits" (7:55)